# Mortes em agosto de 2009
Mortes em 2009: ← Janeiro – Fevereiro – Março – Abril – Maio – Junho – Julho – Agosto – Setembro – Outubro – Novembro – Dezembro →
A lista a seguir relaciona pessoas notáveis que morreram em agosto de 2009:

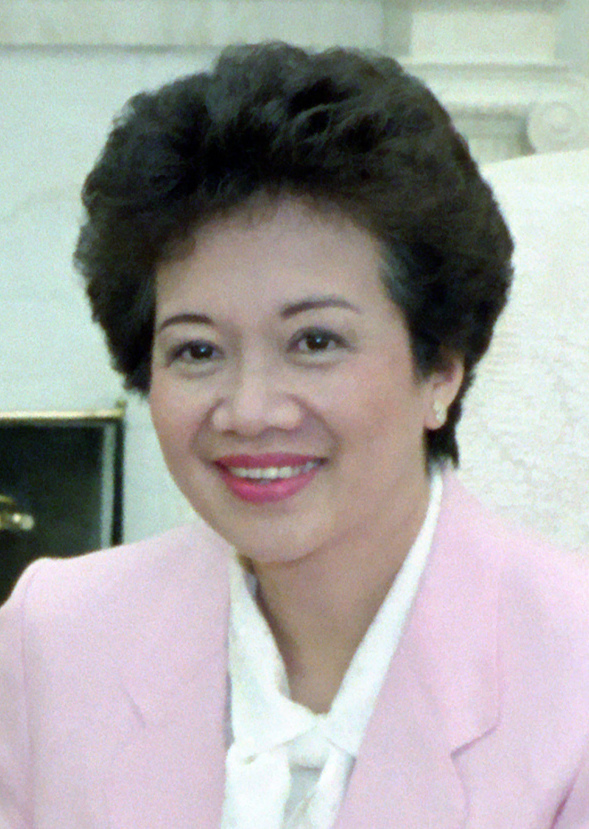
Corazón Aquino, ex-presidente das Filipinas.

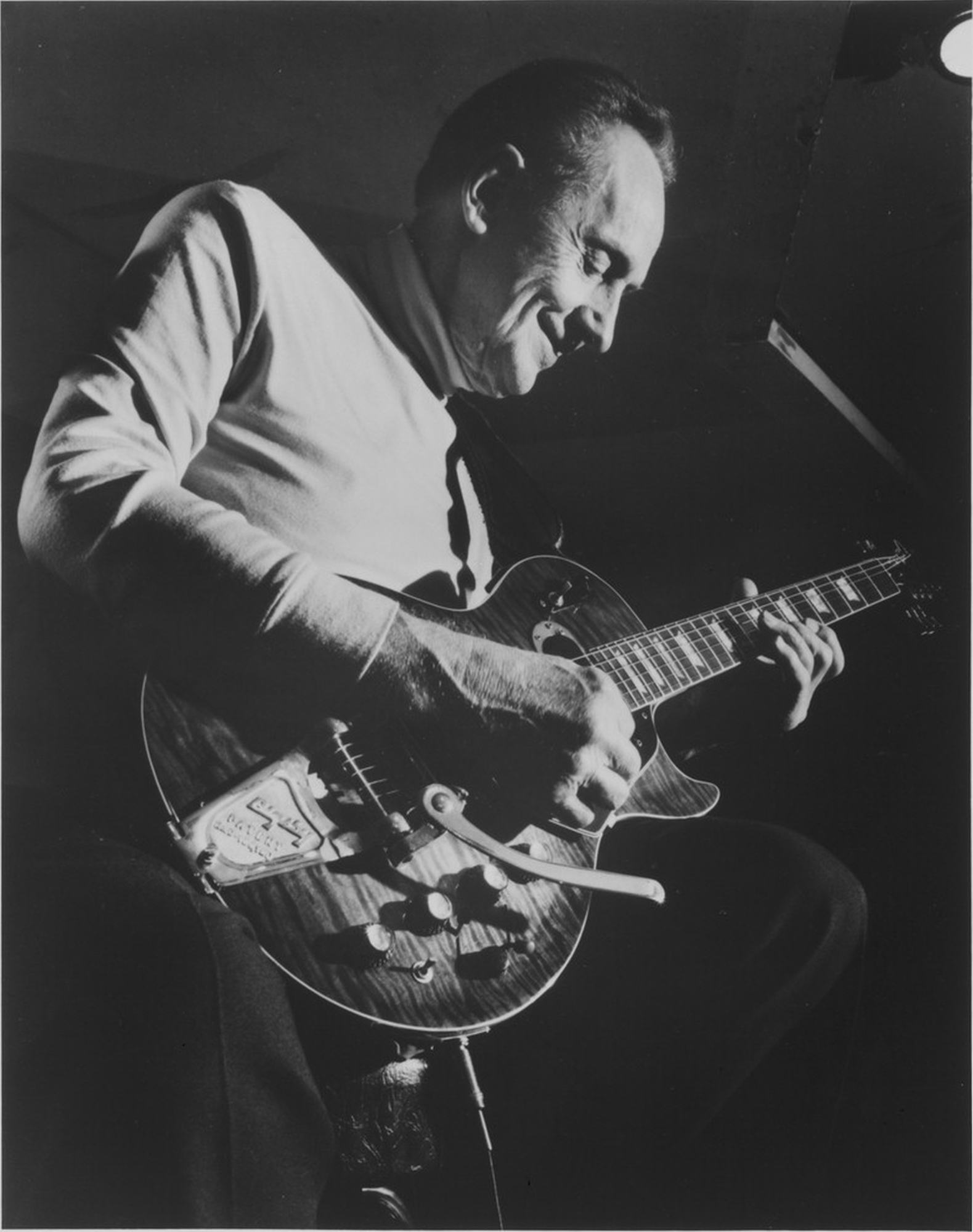
Les Paul, músico e inventor americano.

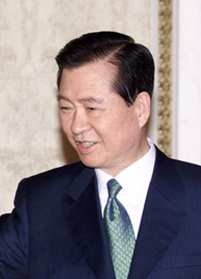
Kim Dae-Jung, ex-presidente da Coreia do Sul.

| Dia | Nome                 | Profissão ou motivo de reconhecimento | Nacionalidade   | Ano de nasc. | Ref    |
| --- | -------------------- | ------------------------------------- | --------------- | ------------ | ------ |
| 1   | Corazón Aquino       | Política                              | Filipinas       | 1933         | [ 1 ]  |
| 1   | Naomi Sims           | Modelo                                | Estados Unidos  | 1948         | [ 2 ]  |
| 2   | Billy Lee Riley      | Cantor                                | Estados Unidos  | 1933         | [ 3 ]  |
| 2   | Hironoshin Furuhashi | Nadador                               | Japão           | 1928         | [ 4 ]  |
| 2   | Lopes dos Santos     | Militar                               | Portugal        | 1919         | [ 5 ]  |
| 3   | Samir Ghosheh        | Político                              | Palestina       | 1939         | [ 6 ]  |
| 4   | Julián Lago          | Jornalista                            | Espanha         | 1946         | [ 7 ]  |
| 6   | Anilza Leoni         | Atriz                                 | Brasil          | 1934         | [ 8 ]  |
| 6   | John Hughes          | Cineasta                              | Estados Unidos  | 1950         | [ 9 ]  |
| 7   | Willy DeVille        | Cantor e compositor                   | Estados Unidos  | 1950         | [ 10 ] |
| 8   | Aram Tigran          | Cantor                                | Armênia         | 1934         | [ 11 ] |
| 8   | Daniel Jarque        | Futebolista                           | Espanha         | 1983         | [ 12 ] |
| 8   | Alfonso Calderón     | Escritor                              | Chile           | 1931         | [ 13 ] |
| 8   | Raul Solnado         | Ator                                  | Portugal        | 1929         | [ 14 ] |
| 9   | Mário Cravo Neto     | Artista plástico                      | Brasil          | 1947         | [ 15 ] |
| 9   | Jasmine You          | Músico                                | Japão           | 1979         | [ 16 ] |
| 10  | Francisco Valdés     | Futebolista                           | Chile           | 1943         | [ 17 ] |
| 11  | Eunice Kennedy       | Irmã de John Kennedy                  | Estados Unidos  | 1921         | [ 18 ] |
| 12  | Imre Simon           | Cientista da computação               | Hungria         | 1943         | [ 19 ] |
| 13  | Les Paul             | Músico e inventor                     | Estados Unidos  | 1915         | [ 20 ] |
| 17  | Miguel Magno         | Ator                                  | Brasil          | 1951         | [ 21 ] |
| 17  | Tiffany Simelane     | Modelo                                | Essuatíni       | 1988         | [ 22 ] |
| 18  | Kim Dae-jung         | Ex-presidente e Nobel da Paz          | Coreia do Sul   | 1924         | [ 23 ] |
| 19  | Don Hewitt           | Produtor e diretor                    | Estados Unidos  | 1923         | [ 24 ] |
| 19  | Hildegard Behrens    | Soprano                               | Alemanha        | 1937         | [ 25 ] |
| 22  | Morais e Castro      | Ator e encenador                      | Portugal        | 1939         | [ 26 ] |
| 23  | Alexander Bozhkov    | Político                              | Bulgária        | 1951         | [ 27 ] |
| 24  | Toni Sailer          | Esquiador                             | Áustria         | 1935         | [ 28 ] |
| 25  | Edward Kennedy       | Político, irmão de John Kennedy       | Estados Unidos  | 1932         | [ 29 ] |
| 25  | Aníbal Beça          | Poeta e compositor                    | Brasil          | 1946         | [ 30 ] |
| 26  | Abdul Aziz al Hakim  | Teólogo e político                    | Iraque          | 1953         | [ 31 ] |
| 26  | Ellie Greenwich      | Compositora                           | Estados Unidos  | 1941         | [ 32 ] |
| 27  | Sergey Mikhalkov     | Autor do hino da URSS                 | União Soviética | 1913         | [ 33 ] |
| 27  | Shota Chochishvili   | Judoca                                | Geórgia         | 1950         | [ 34 ] |
| 28  | Negrita Jayde        | Fisiculturista e atriz                | Canadá          | 1958         | [ 35 ] |
| 29  | Bob Nelson           | Cantor                                | Brasil          | 1918         | [ 36 ] |
| 29  | Chris Connor         | Cantora                               | Estados Unidos  | 1927         | [ 37 ] |
| 29  | Frank Gardner        | Automobilista                         | Austrália       | 1930         | [ 38 ] |
| 30  | Doalcei Camargo      | Radialista                            | Brasil          | 1930         | [ 39 ] |
| 30  | Marie Knight         | Cantora                               | Estados Unidos  | 1925         | [ 40 ] |
| 31  | José João Zoio       | Cavaleiro tauromáquico                | Portugal        | 1949         | [ 41 ] |